# GLADIATOR 029 in OSAKA
GLADIATOR 029 in OSAKAは、日本の総合格闘技団体「GLADIATOR」の大会の一つ。
2025年1月12日、大阪府豊中市の176BOXで開催された。

## 大会概要
2025年第1弾興行は4大タイトルマッチが組まれた。フェザー級王者の河名マストがベルトを返上したことを受け、2023年より開催されていた同級挑戦者決定トーナメント決勝＝パン・ジェヒョクvs.ダギースレン・チャグナードルジが空位の王座決定戦となる。また、ライト級王者の竹中大地がRIZINあるいはRoad to UFC出場を視野に入れているため、南友之輔と吉田開威の間で暫定王者決定戦が行われることに。しかし南の負傷欠場により、シンバートル・バットエルデネがベルトを賭けて吉田と戦うこととなった。
また、フライ級トーナメント決勝はNavEの負傷により延期となっていたが、今大会で同級王者決定戦を実施。トーナメントで勝ち進んでいたオトゴンバートル・ボルドバートルが、今井健斗と空位のフライ級王座を争う。
佐々木信治の引退＆王座返上により空位となったライト級の新王者決定戦で田中有が、Legacy Fighting Alliance（レガシー・ファイティング・アライアンス）とBellatorに参戦経験のあるデマルケス・ジャクソンを迎え撃つことも発表された。ところがジャクソンはビザのトラブルで来日できなくなり、代わりに小森真誉が王座決定戦に出場する。

## 試合結果

### オープニングファイト
ライト級 5分1R
○  LUCKYBOY慶輔 vs.  内山裕太郎 ×
判定2-1
バンタム級 5分1R
○  岩田虎之助 vs.  小林龍輝 ×
1R 3:34 TKO

### プレリミナリーファイト
第1試合 バンタム級 5分2R
○  内田勇作 vs.  堀秀徳 ×
1R 3:34 リアネイキドチョーク
第2試合 フライ級 5分2R
○  古賀珠楠 vs.  藤原浩太 ×
1R 3:46 TKO
第3試合 ライト級 5分2R
○  健椰 vs.  藤井丈虎 ×
1R 3:12 リアネイキドチョーク
第4試合 ライト級 5分2R
○  八木敬志 vs.  キンコンカンコンケンチャンマン ×
判定3-0
第5試合 バンタム級 5分2R
○  熊崎夏暉 vs.  秋田良隆 ×
1R 3:06 肩固め
第6試合 ウェルター級 5分2R
○  後藤丈季 vs.  松生知樹 ×
1R 4:16 TKO
第7試合 バンタム級 5分2R
○  野口蒼太 vs.  萩原和飛 ×
1R 3:03 TKO
第8試合 フライ級 5分2R
○  古賀珠楠 vs.  八木祐輔 ×
1R 3:37 アームロック
第9試合 ストロー級 5分2R
○  高橋佑太 vs.  塩川玲斗 ×
判定3-0
第10試合 バンタム級 5分2R
○  しゅんすけ vs.  コウ ×
判定3-0
第11試合 フェザー級 5分2R
○  田口翔太 vs.  花園大輝 ×
判定3-0
第12試合 バンタム級 5分2R
○  宮川日向 vs.  三浦颯太 ×
判定3-0
第13試合 バンタム級 5分2R
○  ルキヤ vs.  藤原克也 ×
1R 0:23 TKO

### メインカード
第14試合 ウェルター級 5分3R
○  井上啓太 vs.  森井翼 ×
1R 2:40 ヒールホールド
第15試合 フライ級 5分3R
○  久保健太 vs.  井口翔太 ×
判定3-0
第16試合 フェザー級 5分3R
○  水野翔 vs.  桑本征希 ×
1R 3:26 アームロック
第17試合 ライト級 5分3R
○  岩倉優輝 vs.  チハヤフル・ヅッキーニョス ×
判定3-0
第18試合 GLADIATORフェザー級王者決定戦 5分3R
○  パン・ジェヒョク vs.  ダギースレン・チャグナードルジ ×
判定3-0
※パン・ジェヒョクが第7代GLADIATORフェザー級王者に
第19試合 GLADIATORバンタム級暫定王者決定戦 5分3R
○  シンバートル・バットエルデネ vs.  吉田開威 ×
1R 3:42 シザースチョーク
※シンバートル・バットエルデネが計量オーバーのため、規定により勝利してもベルトは巻けない
第20試合 GLADIATORフライ級王者決定戦 5分3R
○  オトゴンバートル・ボルドバートル vs.  今井健斗 ×
1R 4:51 TKO
※オトゴンバートル・ボルドバートルが第5代GLADIATORフライ級王者に
第21試合 GLADIATORライト級王者決定戦 5分3R
○  小森真誉 vs.  田中有 ×
3R 2:31 TKO
※小森真誉が第5代GLADIATORライト級王者に

### ザ・ワンTV ファイトボーナス
オトゴンバートル・ボルドバートル ※60万円
小森真誉 ※20万円
パン・ジェヒョク ※20万円